# Кенни, Эдуард Джон
Эдуард Джон Кенни (англ. Edward John Kenney; 29 февраля 1924 — 23 декабря 2019) — британский филолог-классик, член Британской академии (1968).
Окончил школу в Хоршеме, во время Второй мировой войны проходил службу в Королевском корпусе связи в Британии и в Индии. Затем поступил в Тринити-колледж Кембриджского университета и окончил его в 1949 г. со степенью бакалавра искусств. В 1951—1952 гг. преподавал в Лидском университете, затем вернулся в Кембридж, сперва в Тринити-колледж. С 1953 г. преподавал в колледже Питерхаус, в 1974—1982 гг. занимал именную кафедру латинского языка. Как приглашённый профессор преподавал также в Гарвардском университете и в Калифорнийском университете в Беркли. В 1959—1965 гг. главный редактор журнала Classical Quarterly.
Кенни был преимущественно специалистом по классической римской литературе. Он подготовил оксфордское издание Овидия (1961) и кембриджское издание третьей книги Лукреция (1971) — двух своих любимых авторов, был соредактором тома, посвящённого латинской литературе, в «Кембриджской истории классической литературы» (1982). В 1960-е гг. он выступил сооснователем серии учебных изданий античной литературы The Cambridge Greek and Latin Classics (за полвека вышло 110 томов).
Некролог Кенни в лондонской «Таймс» начинается с истории о том, как профессор проводил предварительное тестирование студентов, желающих изучать латынь в Питерхаусе под его руководством: основным тестом был способ их обращения с котом профессора, лежавшим на стуле, на который студент должен был сесть.